# フォートナイト (雑誌)
『フォートナイト』（英語: Fortnight）は、北アイルランドのベルファストで1970年から2012年まで発行されていた政治・文化誌。1970年の創刊時は隔週誌であったが、月刊体制に移行したのち、最後は不定期刊行となった。1970年ごろの北アイルランドは主要メディアがユニオニストとナショナリストに二極化していた。そのような社会情勢の中、政治・文化・芸術について主流・非主流のいずれの立場からでも解説や評論を行える場所の提供を目指した。シン・フェイン党の党首を務めたGerry Adamsは、「Fortnightがなかったら、1ヶ月が2倍の長さになるようなものだ」と評した。
同誌の寄稿者は、政治家やジャーナリストのほか、作家や漫画家、写真家、評論家、詩人など多岐にわたり、幅広い層の読者を集めた。最も顕著な寄稿者としては、アルスター統一党党首のデヴィッド・トリンブル、後のアイルランドの大統領 メアリー・ロビンソンがいる。他の政治家ではPeter Robinsonが寄稿した。
他の著名な寄稿者としては、Newton Emerson（大衆向けの風刺的なWEBサイトPortadown Newsの製作者）、Ed Moloney、Eamonn McCann、Fionnula O'Connor、Brian Trench、Gene Kerrigan、Mary Holland、Douglas Gageby（アイリッシュ・タイムズの元編集者）、Belfast TelegraphのBarry White、Conor O'Clery、John Cooney、Dick WalshNell McCaffertyがいる。
編集者には、Tom Hadden、Andy Pollak（1981-1985年）、Leslie Van Slyke, Robin Wilson（後にシンクタンクDemocratic Dialogueを設立）、John O'Farrell、Malachi O'Dohertyがいる。漫画家のMartyn Turnerは創刊以来、定期的に寄稿しており、編集も行っていた。
同誌はArts Council of Northern Irelandより助成金を受けた。1982年にChristopher Ewart-Biggs Memorial Prizeを受賞している。
2011年後半、出版を終えると発表され、最後の刊は2012年に出版された。同誌のバックナンバーはJSTORで閲覧できる。